# 山下ナナオ
山下 ナナオ（やました ななお）は、日本のイラストレーター、原画家。血液型はO型。

## 概要
- 主に小説の挿絵とゲーム作品の原画で活躍。
- 主な使用画具
  - Adobe Photoshop CS3

## 作品リスト

### 小説挿絵
- 珠華繚乱シリーズ （宇津田晴著・ルルル文庫）
- 花姫恋芝居シリーズ （宇津田晴著・ルルル文庫）
- 天の花嫁 （葵木あんね著・ルルル文庫）
- 赤の円環 （涼原みなと著・C★NOVELSファンタジア）
- 砂漠の王子と風の精霊 （天堂里砂著・C★NOVELSファンタジア）
- セレブな恋の咲かせ方 （ひずき優著・コバルト文庫）
- フィンスタニス統治記シリーズ （くりたかのこ・B's-LOG文庫)
- 白翼のマリアージュ （沢城利穂著・一迅社文庫アイリス）
- 半魂香 （響野夏菜著・幻狼ファンタジアノベルス）
- ささら咲く -化生国牡丹花伝- （紫月恵里著・一迅社文庫アイリス）
- (仮)花嫁のやんごとなき事情 （夕鷺かのう著・ビーズログ文庫）
- 恋する天女と四人の花婿 （葵木あんね著・ルルル文庫）
- 織姫と地獄の帝王 （葵木あんね著・ルルル文庫）
- 月と羊と吸血鬼 ねじれた世界の聖乙女 （尾久山ゆうか著・一迅社文庫アイリス）
- 31番目のお妃様（桃巴著・ビーズログ文庫）
- 勇者に婚約破棄された魔法使いはへこたれない（草野瀬津璃著・レジーナブックス）
- 侍女はオネエの皮を被った××を知る。（小蔦あおい著・一迅社文庫アイリス）

### ゲーム
- 恋愛上等★イケメン学園（キャラクターデザイン・原画）
- Bloody Call（キャラクターデザイン・原画）
- 転生絵巻伝 三国ヒーローズ（キャラクターデザイン） -※浅井長政、お市

### CDジャケット
- Bloody Call ドラマCD 〜NEDE編〜
- Bloody Call ドラマCD2 〜フライコール編〜